# Довіль (аеропорт)
Аеропорт Довіль також Аеропорт Довіль-Нормандія, Довіль-Сен-Гатьен (фр. Aéroport de Deauville - Normandie) (IATA: DOL, ICAO: LFRG) — невеликий міжнародний аеропорт, розташований за 7 км на схід від міста Довіль, Кальвадос, Нижня Нормандія, Франція.

## Авіалінії та напрямки, березень 2022
| Авіакомпанія    | Пункт призначення                                                                  |
| --------------- | ---------------------------------------------------------------------------------- |
| Aegean Airlines | Сезонно: Іракліон (з 18 квітня 2022)                                               |
| TUI fly Belgium | Сезонно: Корфу, Кос, Малага, Родос                                                 |
| Volotea         | Сезонно: Ольбія (з 10 травня 2022), Палермо (з 15 квітня 2022), Пальма-де-Мальорка |

## Пасажирообіг
Див. джерело запитів Вікіданих та джерела.